# Brodsky Quartet
Het Brodsky Quartet is een Brits strijkkwartet dat bestaat sinds 1972.
Het kwartet treedt in vele landen op en is bekend door opnamen van strijkkwartetten van onder anderen Beethoven (op. 18), Tsjaikovski, Janáček, Zemlinsky, Bartók, Sjostakovitsj en Britten. Het voert vaak vernieuwende kamermuziek uit en speelt ook een rol in de popmuziek, onder meer door samenwerking met Björk, Sting, Paul McCartney en Elvis Costello. Primarius is sinds 2019 de Britse violiste Gina McCormack.  
Vrijwel alle strijkkwartetten spelen zittend, maar het Brodsky Quartet blijft staan onder het spelen, omdat dit volgens hen de levendigheid en alertheid bij het spel ten goede komt. Alleen celliste Jacqueline Thomas blijft tegenwoordig zitten. In vroeger jaren gebruikte ze een verlengde staartpin om haar instrument bij het staan op de juiste hoogte te kunnen houden. 
Het Brodsky Quartet heeft vele opnamen gemaakt voor platenlabels als Teldec, Warner en Challenge. In 2004 maakte het kwartet bekend een eigen label, Brodsky Records, te beginnen. Sinds 2012 staat het onder contract bij Chandos.

## Naam
De naamgever van het kwartet is de Russische violist Adolph Davidovich Brodsky (1851-1929), die zelf twee strijkkwartetten onder die naam geleid heeft, in Leipzig en in Manchester. Het Strijkkwartet van Edward Elgar werd in 1918 aan het tweede Brodsky Quartet opgedragen. 

## Leden
In de loop van zijn bestaan heeft de samenstelling van het Brodsky Quartet diverse wisselingen ondergaan.
- Eerste viool: Michael Thomas (1972-1999), Andrew Haveron (1999-2007), Daniel Rowland (2007-2019), Gina McCormack (2019-heden)
- Tweede viool: Ian Belton (1972-heden)
- Altviool: Alexander Robertson (1972-1992), Paul Cassidy (1992-heden)
- Cello: Jacqueline Thomas (1972-heden)